# ジョア
株式会社ジョアは女性用企業ユニフォームの企画、製造、販売を行う岡山県に本拠を置く企業。企業ユニフォームのカタログ「en Joie（アンジョア）」を発行している。

## 会社概要
- 設立： 1989年（平成元年）8月
- 本社所在地： 岡山県岡山市南区内尾
- 代表者： 代表取締役 神馬敏和
- 資本金： 3000万円
- 企業コンセプト株式会社ジョアは、女性がいきいきとして かがやく　ことを しごと服を通して支援します。

## ブランド
- en joie 【アンジョア】
- ブランドコンセプト：女性は「かわいい」が大好き。「かわいい」服を着ると元気になれて、ポジティブに頑張れる。そんな働く女性のかがやきを応援するブランドです。

## 商標登録
- 「かわいいおもてなし」

## イメージキャラクター
- 加藤 夏希:（2007～2016）
- 舞川 あいく:（2010～  ）
- マーシュ彩:（2017～ ）
- 過去使用モデル：蛯原 友里 (2005～2006) 、佐々木 希 (2007～2008)

## コラボレーション
- タカラトミー：　ジョアリカちゃんを製作・販売
- リバティジャパン：　1975年創業の英国リバティ社のテキスタイルブランド「LIBETY FABRICS」のプリント素材を採用したユニフォームを発売。
- 一般財団法人クリステル・ヴィ・アンサンブル：　代表理事 滝川クリステル さんが理事を務める一般財団法人クリステル・ヴィ・アンサンブルへ寄付金付きユニフォームを販売。クリステル財団は、動物保護と生物多様性の保全のために活動している財団への支援をしています。